# Carioni (famiglia)
Il Casato dei Carioni è una famiglia nobile originaria di Crema (Lombardia), attestata sin dal Medioevo e tradizionalmente annoverata tra le famiglie di antica cittadinanza e di riconosciuto prestigio locale.

## Origini e storia
Il cronista Terni narra che quattro membri della famiglia Carioni, di parte ghibellina, furono confinati nel 1451 da Andrea Dandolo, doge di Venezia.
Nel corso dei secoli la famiglia si distinse anche nel campo religioso: a Crema vissero i Carioni d’Orefici, da cui nacque padre Giovanni Battista Carioni, confessore di San Gaetano Thiene.
Il primo membro della famiglia iscritto al Consiglio nobile di Crema fu Vincenzo Carioni, nel 1708. Secondo lo storico Tintori, i Carioni erano cittadini di antica data, indicati come nobili senza titolo già nel 1740.
Nel XIX secolo i Carioni furono confermati nella civica nobiltà di Crema con Sovrana Risoluzione del 1818. Un ulteriore riconoscimento giunse con Decreto Ministeriale del 21 febbraio 1939, in favore di Carlo Carioni.

## Relazioni e matrimoni
La famiglia Carioni consolidò ulteriormente il proprio status attraverso matrimoni con altre casate nobili. Tra queste ricordiamo i Vimercati, gli Zurla e i Bonzi.

## Membri illustri
- Giovanni Battista Carioni (ca. 1450-1460 – 1534): religioso domenicano e scrittore ascetico-mistico cremasco, guida spirituale di Ludovica Torelli, di Antonio Maria Zaccaria, fondatore dei Barnabiti, e confessore di San Gaetano Thiene. Autore di opere fondamentali della spiritualità del primo Cinquecento, tra cui Via de Aperta Verità (1523, 1525) e Opera utilissima della cognitione et vittoria di se stesso (1531), nelle quali elaborò una dottrina cristocentrica influenzata da Cassiano, Agostino e Pico della Mirandola. Accusato di semipelagianesimo, le sue opere furono poste all’Indice (1554) e riabilitate solo nel XIX secolo. Morì a Milano il 2 gennaio 1534, assistito da Ludovica Torelli e da Antonio Maria Zaccaria.[5]

## Arma
Lo stemma della famiglia Carioni è così descritto:
«D’azzurro all’albero fronzuto di verde nascente da una pianura dello stesso e sormontato da cinque stelle a cinque raggi d’oro poste in arco nel capo.»